# Perla de caverna

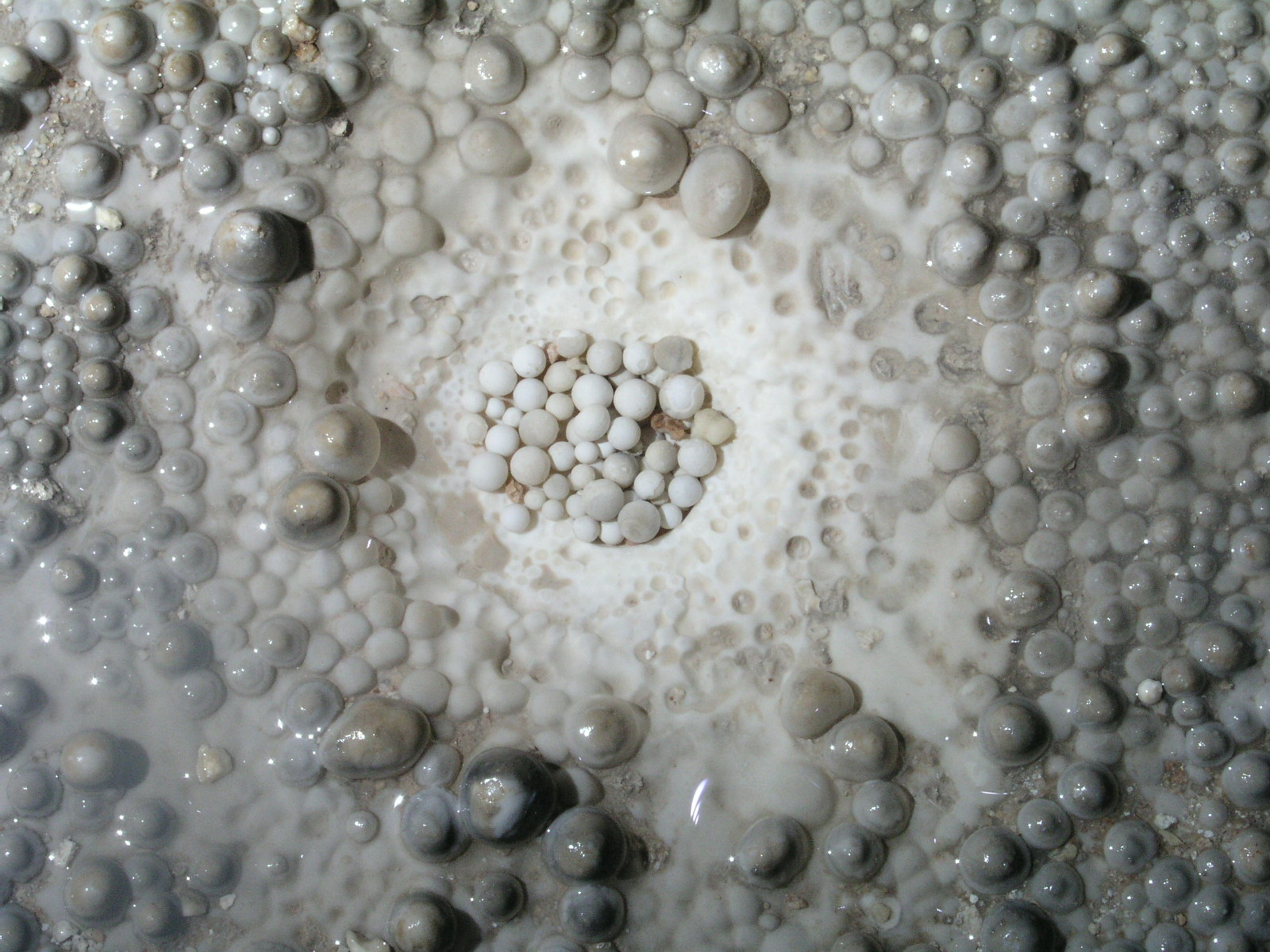
Perles de caverna a les coves Carlsbad Caverns, Nou Mèxic, EUA

Una perla de caverna és un espeleotema en forma habitualment esfèrica, però també cilíndrica, irregular, cúbica o, fins i tot, hexagonal; de color blanc i constituïda per carbonat de calci; de dimensions variables, des d'un gra d'arena fins a uns 20 cm de diàmetre i que hom pot trobar en concrecions de les cavitats formades per la deposició de capes concèntriques al voltant d'un petit nucli (arena, ossos de ratapinyada, roca, fusta, trossos d'estalactites…), al voltant del qual es dipositen capes concèntriques de mineral, com les capes d'una ceba.
Les perles es formen en l'interior d'un dipòsit d'aigua de poca profunditat, damunt el qual cauen gotes des del sostre de la cova o amb un flux lent. Quan el diòxid de carboni surt de l'aigua, el carbonat de calci dissolt precipita al voltant de les partícules sòlides que hi ha dintre del bassiot. El creixement n'és habitualment esfèric perquè la velocitat de creixement de les capes externes és igual en totes direccions, ja que l'aigua està sobresaturada. La petita vibració de les gotes d'aigua quan cauen és suficient per a fer vibrar lleugerament les perles i evitar la cimentació de les unes amb les altres. L'explicació d'altres formes cal cercar-la en obstacles que n'impedeixen la forma esfèrica.